# Pastoral (género teatral)

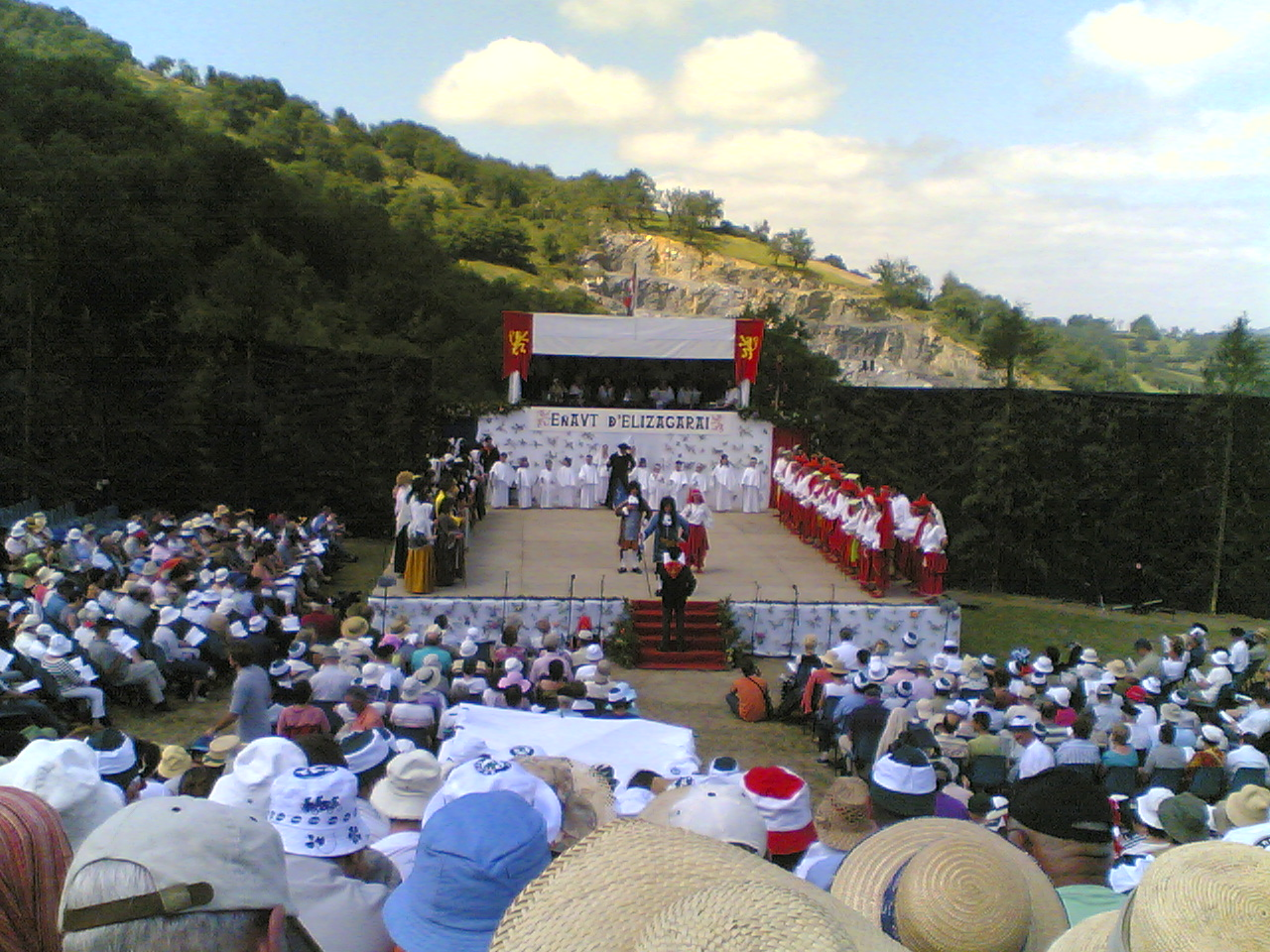
Pastoral en Camou-Cihigue el 29 de julio de 2007.

La pastoral es un género teatral tradicional de Sola (Zuberoa en euskera batua, Xiberoa en euskera suletino, Soule en francés) en el País Vasco francés con escenario montado al aire libre. La interpretación es, de principio a fin, cantada en euskera suletino. Sus raíces se encuentran en los misteres de la Edad Media, aunque los primeros testimonios de pastorales en su forma actual son del siglo XVIII. La pastoral es montada y representada por todos los habitantes de una localidad, por lo que ha jugado un papel muy importante en la vida cultural de los suletinos durante muchos años.
En otra época las pastorales se hacían dentro de las iglesias, pero tras ser consideradas representaciones obscenas, tuvieron que cambiar de escenario.

## Celebración
Cada Semana Santa una localidad distinta de Sola se encarga de la preparación de la pastoral y de interpretarla dos veces. La base argumental de la obra consiste, principalmente, en ensalzar la figura de personajes conocidos (reyes, santos, escritores...) y en rememorar diversos hechos históricos. En las pastorales clásicas se representaban obras de la tradición europea (Edipo Rey, Julio César) y obras en homenaje a personajes históricos (Napoleón, Juana de Arco). 
Desde el año 1950, gracias al poeta Etxahun-Iruri (Pierre Bordaçarre) la pastoral ha sido renovada, no tanto en la forma sino en los temas, centrándose más en la historia y la cultura vascas. Actualmente, la mayoría de las pastorales se representan en honor de personajes de la historia reciente del País Vasco. Se han representado pastorales basadas en la vida de Sabino Arana, José Antonio Aguirre, etc. 
Antiguamente, la pastoral se anunciaba por la mañana en la víspera de la celebración. Se hacía mediante un desfile que recibía el nombre de munstra. Al llegar al escenario, un participante se encargaba de hacer la primera pherediküa, saludaba a los asistentes y explicaba cual era el mensaje de la pastoral que se iba a celebrar. 
Después se daba comienzo a la pastoral. Las escenas estaban numeradas, para que la gente pudiera seguir mejor la historia, por un niño que se situaba junto a la música y se encargaba de mostrar los números que identificaban a cada escena.
Al final, se hacía la última pherediküa, en la que se resumía el mensaje de la pastoral y se hacía el saludo final.

## Características
- Dualismo: es y ha sido quizás su rasgo más importante; la clara distinción de personajes buenos y malos. A cada lado del escenario hay una puerta por donde entran y salen los actores. A la izquierda están los buenos, a la derecha los malos. Entre los buenos se encuentran los ángeles, los sacerdotes y Dios, aunque este último nunca está presente, y una voz se encarga de representarlo. Por el contrario, los llamados turcos (türkak), son siempre los personajes malvados de la historia. Entre los personajes tradicionales, hay unos diablillos que cantan y bailan explicando las maldades que van a hacer para impedir el triunfo del bien.
- Música: antiguamente solían ambientarse con cantos gregorianos, mientras los personajes aprovechaban para entrar, salir o cambiarse de ropa. Los instrumentos principales eran la flauta y el atabal pero hoy en día la presencia instrumental es notablemente mayor.
- Danza: es el eje central de la obra.